# Allium botschantzevii
Allium botschantzevii är en amaryllisväxtart som beskrevs av Rudolf V. Kamelin. Allium botschantzevii ingår i släktet lökar, och familjen amaryllisväxter. Inga underarter finns listade i Catalogue of Life.